# Кузнецов, Юрий Алексеевич (геолог)
Юрий Алексеевич Кузнецов (6 апреля 1903 года, Никольск — 16 мая 1982 года, Новосибирск) — советский геолог, академик АН СССР (1966; член-корреспондент 1958), профессор по кафедре петрографии Томского политехнического института. Лауреат Государственной премии СССР.

## Биография
Происходит из семьи юриста.
В 1920 году поступил на естественное отделение физико-математического факультета Томского университета. Окончил Университет в 1924 году. В 1925 году поступил в аспирантуру ТГУ, научным руководителем был профессор М. А. Усов. С 1930 года — ассистент кафедры петрографии Сибирского геологоразведочного института (СибГРИ), с 1932 года — горного института, с 1934 года — индустриального.
С 1930 года преподавал в Томском политехническом институте (ТПИ), профессор с 1938 года, одновременно работал в геологоразведочных организациях Западной Сибири по изучению геологии Алтая, Кузнецкого Алатау, Горной Шории, Восточного Саяна и Енисейского кряжа.
Заведовал кафедрой петрографии в ТПИ (1937—1959), научно-исследовательским сектором (1934, 1941, 1951), проблемной лабораторией (1957—1960), был деканом геолого-разведочного факультета ТПИ (1944—1947). По совместительству работал в ТГУ: (1927—1930) — ассистент, (1931—1935) — доцент, (1949—1954) — профессор и заведующий кафедрой петрографии ТГУ.
В 1938 году был утверждён в учёной степени кандидата геолого-минералогических наук и в учёном звании профессора (без защиты диссертации). В разные годы читал курсы: «Петрография и точные петрографические методы», «Учение о петрографических провинциях», «Физико-химическая петрография». В ТПИ впервые в России разработал и прочитал курс «Месторождения нерудных ископаемых».
С 1958 года — в Институте геологии и геофизики Сибирского отделения АН СССР.
В 1958 году был избран членом-корреспондентом АН СССР. Действительный член АН СССР (1966).
За работы в области учения о магматических формациях удостоен премии им. А. П. Карпинского (1970). Открыл ряд промышленных месторождений (золота, огнеупорных глин и др.).

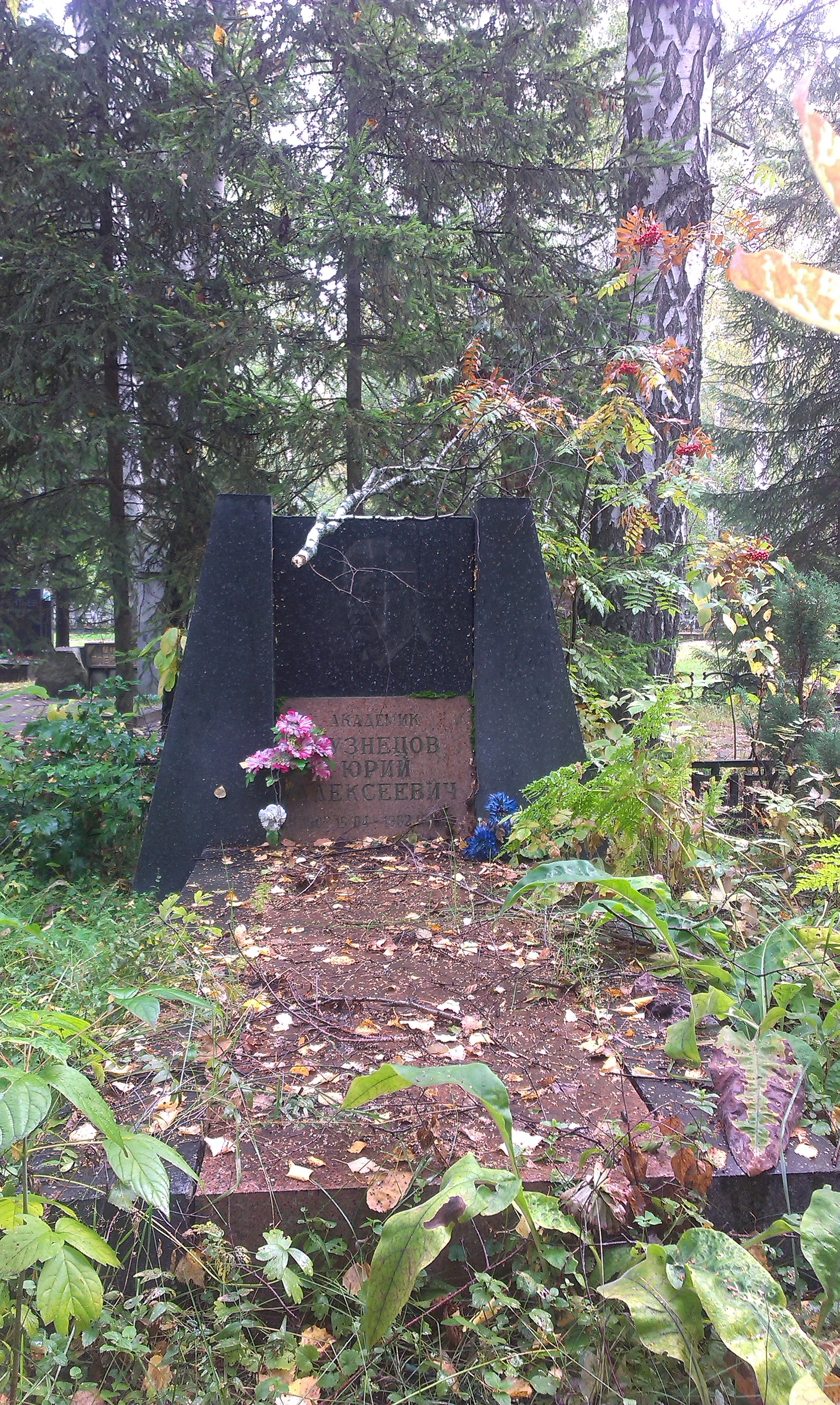
могила Ю. Кузнецова на Южном кладбище

Умер 16 мая 1982 года в Новосибирске, похоронен на Южном кладбище.

## Научная деятельность
Научными исследованиями начал заниматься, будучи студентом. Его первые статьи появились в 1927 году, и в том же году он был принят ассистентом кафедры петрографии Томского университета, а в 1930 году — ассистентом кафедры петрологии вновь созданного Сибирского геологоразведочного института, позднее ставшего геологоразведочным факультетом Томского индустриального (с 1946 года — политехнического) института. С 1935 года руководил этой кафедрой.
Работая в Томске, занимался вопросами стратиграфии, магматизма, метаморфизма, тектоники, металлогении Сибири, Алтая, Саян, Енисейского кряжа. Одной из наиболее крупных работ этого периода была монография «Петрология докембрия Южно-Енисейского кряжа», вышедшая в 1941 году и защищённая в качестве докторской диссертации.
В конце 1940-х годов занимался проблемой магматических фаций. Им была предложена новая классификация таких фаций, в которой были значительно расширены представления о фациях глубинности интрузивных образований. Затем занялся происхождением магматических пород, природой различных магм. Результаты этих исследований были изложены в докладе «О происхождении магматических пород» на I Всесоюзном петрографическом совещании в 1952 году и в ряде научных статей.
Со второй половины 1950-х годов разрабатывал учение о магматических формациях. В 1964 году опубликовал фундаментальную монографию «Главные типы магматических формаций», сразу же ставшую настольной книгой геологов-«магматистов». В этой работе заложил основы учения о магматических формациях и создал новое научное направление — магматическую геологию. Кроме того, в данной монографии сделан ряд новых общетеоретических выводов о связи магматизма и тектоники, роли магматизма в формировании литосферы Земли. Работа имеет и философское значение: в ней чётко разделены понятия абстрактной (как классификационный тип) и конкретной (комплекс магматических пород) магматических формаций. В 1970 году за монографию «Главные типы магматических формаций» был удостоен золотой медали и премии АН СССР имени А. П. Карпинского.
Учение о магматических формациях оказалось очень актуальным в связи с широким развитием в те годы геологосъёмочных работ и было принято всеми геологами страны. Появились многочисленные последователи Ю. А. Кузнецова, включившиеся в систематику магматических формаций многих регионов и страны в целом. В 1966 году был избран действительным членом (академиком) АН СССР.
В 1960-е и 1970-е годы много внимания уделял вопросам происхождения гранитоидных формаций, их связи с тектонической обстановкой, а также вещественно-структурным признакам магматических образований, что стало «краеугольным камнем» магматической геологии.
Созданное Ю. А. Кузнецовым направление в геологии (магматическая геологию) было оформлено в самостоятельную научную школу. Среди его учеников — член-корреспондент АН СССР Г. В. Поляков, доктора наук А. Ф. Белоусов, В. И. Довгаль, Ю. П. Казанский, В. А. Каштанов, профессор ТГУ М. П. Кортусов и др.
Много занимался научно-организационной работой. Был членом многих учёных советов вузов и НИИ, научно-технических советов ряда геологических управлений и Министерства высшего и среднего специального образования СССР, членом Всесоюзного петрографического комитета.
Для Ю. А. Кузнецова были характерны постоянное стремление к исследованиям первостепенных проблем геологии, тесная связь его научных интересов с практическими задачами расширения минерально-сырьевой базы страны, широчайшая эрудиция, оригинальное мышление, независимость суждений.

## Педагогическая деятельность
С 1930 преподавал в Томском политехническом институте, звание профессора получил в 1938 году.
Студентам горного отделения ТТИ читал курсы по всему спектру геологических дисциплин:
- «Петрография и точные петрографические методы»;
- «Учение о петрографических провинциях»;
- «Физико-химическая петрография».

В ТПИ впервые в России разработал и прочитал курс «Месторождения нерудных ископаемых».

## Общественная деятельность
За время студенчества был два года секретарём предметной комиссии, принимал участие в организации физико-математического кружка, читал доклады в рабочих и красноармейских аудиториях. Был членом культкомиссии СНР и по поручению её читал лекции в рабочем университете.
В 1930 году был ответственным руководителем бригады СНР по проверке и проведению новых учебных планов и программ. Работал в бригаде ВАРНИТСО по проверке методов преподавания и в бригаде СибРКИ по проверке работы томских вузов.
С февраля 1930 г. по ноябрь 1931 г. работал членом бюро ВАРНИТСО при ЗСГРУ, с января 1933 по январь 1935 гг. — член городского бюро СНР и заведующий сектором техпропаганды.
Был членом редколлегий ряда журналов и многочисленных геологических изданий.

## Семья
Отец, Алексей Тимофеевич Кузнецов, по происхождению — крестьянин, после окончания Московского университета служил сначала в суде, а затем перешёл в тюремное ведомство на должность помощника губернского тюремного инспектора. С 1912 по 1917 год был губернским тюремным инспектором сначала в Тобольске, затем в Красноярске. После Октябрьской революции работал в Губкоже. При Колчаке был уполномоченным по снабжению в Томске. После победы большевиков, несмотря на свою прежнюю службу, никаким репрессиям не подвергался и вскоре же, в 1920 году, был мобилизован как юрист и назначен народным судьёй 4-го участка в Томске. С 1923 по 1924 год был членом коллегии защитников. В 1926 или 1927 году был лишён избирательных прав.
Старший брат — Борис, студентом 1-го курса в 1916 году был призван на военную службу. В 1917 году был выпущен прапорщиком и в этом чине служил в Колчаковской армии. Другие два брата: один работал юристконсультантом на паровозоремонтном заводе в Красноярске, другой — Валерий Алексеевич (1906—1985), выпускник ГРФ ТИИ (ТПУ) 1932 года, геолог «Союзредметразведки», академик АН СССР, Лауреат Государственной премии СССР (1983).
Сестра окончила Томский индустриальный институт.
Жена Н. Н. Смирнова — ассистент кафедры петрографии Томского государственного университета (по происхождению — дочь служащего). Отец её до революции был членом суда, затем работал юристконсультантом в тресте «Хакзолото» в Новосибирске.
Имел дочь.

## Признание, награды
Награждён тремя орденами Ленина, двумя орденами Трудового Красного Знамени, а также медалями.
Лауреат Государственной премии СССР (1983) — за цикл работ «Магматические и эндогенные рудные формации Сибири» (1964—1980).
Золотая медаль и премия АН СССР имени А. П. Карпинского (1970 год) за монографию «Главные типы магматических формаций».

## Память
В память о Ю.А. и В.А. Кузнецовых учреждена премия СО РАН для молодых учёных.
Мемориальная доска Ю.А. Кузнецова размещена на здании института Геологии и минералогии СО РАН им. В.С. Соболева и института нефтегазовой геологии и геофизики СО РАН им. А.А. Трофимука по пр. Коптюга, 3 со стороны пр. Коптюга.